# Joachim Gérard
Joachim Gérard (ur. 15 października 1988 w Limelette) – belgijski tenisista niepełnosprawny, lider rankingu singlowego, zwycięzca dwóch turniejów wielkoszlemowych w grze pojedynczej oraz czterech w grze podwójnej, czterokrotny zwycięzca mistrzostw na zakończenie sezonu w grze pojedynczej (2015, 2016, 2018, 2019), triumfator tej imprezy w grze podwójnej (2014), brązowy medalista paraolimpijski w grze podwójnej z Rio de Janeiro (2016). W karierze Gérard zwyciężył w 45 turniejach singlowych i 58 deblowych.

## Historia występów
Legenda
     W, wygrany turniej
     F, przegrana w finale
     SFW, wygrana w meczu o trzecie miejsce
     SF, przegrana w półfinale, SFP, przegrana w meczu o trzecie miejsce
     QF, przegrana w ćwierćfinale
     xR przegrana w x rundzie
     LQ, przegrana w kwalifikacjach
     RR, przegrana w fazie grupowej
     A, brak startu
     NH, impreza nie odbyła się

### Występy w Wielkim Szlemie

#### Gra pojedyncza
| Wielkoszlemowe turnieje w singlu na wózkach |                |                |                |    |    |    |    |    |    |    |
| Australian Open                             | A              | QF             | SF             | F  | SF | A  | QF | SF | W  | QF |
| French Open                                 | A              | QF             | QF             | QF | A  | A  | QF | F  | QF | 1R |
| Wimbledon                                   | Nie rozgrywano | Nie rozgrywano | Nie rozgrywano | SF | A  | SF | QF | NH | W  | SF |
| US Open                                     | QF             | QF             | SF             | NH | QF | QF | QF | SF | A  | 1R |

#### Gra podwójna
| Wielkoszlemowe turnieje w deblu na wózkach |   |    |    |    |    |    |    |    |    |    |
| Australian Open                            | A | SF | SF | SF | W  | A  | W  | SF | SF | SF |
| French Open                                | A | W  | SF | SF | A  | A  | SF | SF | SF | QF |
| Wimbledon                                  | A | SF | SF | SF | A  | F  | W  | NH | F  | SF |
| US Open                                    | F | SF | SF | NH | SF | SF | SF | SF | A  | SF |

### Turnieje Masters oraz igrzyska paraolimpijskie
| Turniej                  | 2008 | 2009           | 2010           | 2011           | 2012 | 2013           | 2014           | 2015           | 2016 | 2017           | 2018           | 2019           | 2020           | 2021 | 2022 |
| ------------------------ | ---- | -------------- | -------------- | -------------- | ---- | -------------- | -------------- | -------------- | ---- | -------------- | -------------- | -------------- | -------------- | ---- | ---- |
| Turnieje Masters         |      |                |                |                |      |                |                |                |      |                |                |                |                |      |      |
| singel                   | A    | A              | A              | A              | A    | F              | RR             | W              | W    | SF             | W              | W              | NH             | A    |      |
| debel                    | RR   | RR             | A              | A              | SF   | SF             | W              | F              | F    | SF             | F              | F              | NH             | A    |      |
| Igrzyska paraolimpijskie |      |                |                |                |      |                |                |                |      |                |                |                |                |      |      |
| singel                   | 3R   | Nie rozgrywano | Nie rozgrywano | Nie rozgrywano | QF   | Nie rozgrywano | Nie rozgrywano | Nie rozgrywano | SFW  | Nie rozgrywano | Nie rozgrywano | Nie rozgrywano | Nie rozgrywano | 3R   | NH   |
| debel                    | A    | Nie rozgrywano | Nie rozgrywano | Nie rozgrywano | 2R   | Nie rozgrywano | Nie rozgrywano | Nie rozgrywano | 2R   | Nie rozgrywano | Nie rozgrywano | Nie rozgrywano | Nie rozgrywano | QF   | NH   |